# Aztlan Underground
Aztlan Underground est un groupe américain de hip-hop et rock, originaire de Los Angeles, en Californie.  Ils sont souvent cités comme les précurseurs du chicano rap.

## Histoire
Les racines du groupe remontent à la scène punk hardcore de l'Eastside Los Angeles à la fin des années 1980, avec des éléments de punk, de hip-hop, de rock, de funk, de jazz, de musique indigène et de spoken word. Les tambours indigènes, les flûtes et les hochets sont également couramment utilisés dans leur musique. Leurs paroles traitent souvent des problèmes familiaux et économiques auxquels est confrontée la communauté chicano, et ils sont considérés comme des activistes pour cette communauté.
À titre d'exemple d'artistes politiquement actifs et culturellement importants à Los Angeles dans les années 1990, Aztlan Underground est apparu dans Culture Clash sur Fox en 1993 ; et fait partie de Breaking Out, un concert sur pay per view en 1998. Le groupe a figuré dans les films indépendants Algun Dia et Frontierland dans les années 1990,, et dans le prochain Studio 49. Le groupe est mentionné ou présenté dans divers journaux et magazines : le Vancouver Sun, le New Times, BLU Magazine (un magazine hip-hop underground), BAM Magazine, La Banda Elastica Magazine, et la section calendrier du Los Angeles Times. Le groupe fait également l'objet d'un chapitre dans le livre It's Not About a Salary, de Brian Cross.
Aztlan Underground reste actif au sein de la communauté, prêtant sa voix à des événements annuels tels que The Farce of July, et au mouvement visant à reconnaître la Journée internationale des populations autochtones à Los Angeles et au-delà.
Outre la création de leur propre label, Xicano Records and Film, Aztlan Underground signe avec le label basque Esan Ozenki en 1999, ce qui leur permet de faire de nombreuses tournées en Espagne et de se produire en France et au Portugal. Aztlan Underground se produit également au Canada, en Australie et au Venezuela. Le groupe est reconnu pour sa musique avec des nominations dans la catégorie « influences latines » du New Times 1998, dans la catégorie « meilleur rock en español » du BAM Magazine 1999, et dans la catégorie « meilleur hip-hop » du LA Weekly 1999. La sortie de leur troisième album éponyme le 29 août 2009 reçoit des critiques positives, et vaut au groupe quatre nominations aux Native American Music Awards (NAMMY) en 2010.

## Discographie
- 1995 : Decolonize
- 1998 : Sub-Verses
- 2009 : Aztlan Underground